# Deutsche Fußball-Amateurmeisterschaft 1991
Deutscher Fußball-Amateurmeister 1991 wurden die Amateure von Werder Bremen. Im Finale im Ludwigsburger Ludwig-Jahn-Stadion siegten sie am 9. Juni 1991 mit 2:1 gegen die gastgebende SpVgg 07 Ludwigsburg. Die Vizemeister der acht Oberligastaffeln trugen den Wettbewerb erstmals in einer nach Nord und Süd aufgeteilten Vorrunde aus, deren Gruppensieger dann im Endspiel aufeinander trafen. Zuvor wurde die deutsche Amateurmeisterschaft im K.-o.-System ausgespielt.

## Teilnehmende Mannschaften
Die Meister der acht Oberligen und der Zweite der Oberliga Nord aus der Saison 1990/91 spielten in einer Aufstiegsrunde die zwei Aufsteiger für die 2. Bundesliga aus. Sieben Vizemeister und der Dritte der Oberliga Nord nahmen am Wettbewerb um die deutsche Amateurmeisterschaft teil.
| Mannschaften | Mannschaften             | Ligen Saison 1990/91       |
|              | Werder Bremen / Amateure | Oberliga Nord              |
|              | Türkiyemspor Berlin      | Oberliga Berlin            |
|              | ASC Schöppingen          | Oberliga Westfalen         |
|              | Alemannia Aachen         | Oberliga Nordrhein         |
|              | Rot-Weiss Frankfurt      | Oberliga Hessen            |
|              | Eintracht Trier          | Oberliga Südwest           |
|              | SpVgg 07 Ludwigsburg     | Oberliga Baden-Württemberg |
|              | SpVgg Unterhaching       | Bayernliga                 |

## Gruppe Nord
| Pl. | Verein                 | Sp. | S | U | N | Tore    | Punkte |
| --- | ---------------------- | --- | - | - | - | ------- | ------ |
| 1.  | Werder Bremen Amateure | 3   | 2 | 1 | 0 | 010:400 | 05:10  |
| 2.  | Türkiyemspor Berlin    | 3   | 1 | 2 | 0 | 004:200 | 04:20  |
| 3.  | ASC Schöppingen        | 3   | 0 | 2 | 1 | 006:900 | 02:40  |
| 4.  | Alemannia Aachen       | 3   | 0 | 1 | 2 | 006:110 | 01:50  |

| Datum     |                        | Ergebnis |                        |
| --------- | ---------------------- | -------- | ---------------------- |
| So 19.05. | Alemannia Aachen       | 1:3      | Türkiyemspor Berlin    |
| So 19.05. | Werder Bremen Amateure | 5:2      | ASC Schöppingen        |
| Sa 25.05. | ASC Schöppingen        | 3:3      | Alemannia Aachen       |
| So 26.05. | Türkiyemspor Berlin    | 0:0      | Werder Bremen Amateure |
| So 02.06. | Alemannia Aachen       | 2:5      | Werder Bremen Amateure |
| So 02.06. | Türkiyemspor Berlin    | 1:1      | ASC Schöppingen        |

## Gruppe Süd
| Pl. | Verein               | Sp. | S | U | N | Tore    | Punkte |
| --- | -------------------- | --- | - | - | - | ------- | ------ |
| 1.  | SpVgg 07 Ludwigsburg | 3   | 3 | 0 | 0 | 005:100 | 06:0   |
| 2.  | SpVgg Unterhaching   | 3   | 2 | 0 | 1 | 007:500 | 04:20  |
| 3.  | Rot-Weiss Frankfurt  | 3   | 1 | 0 | 2 | 004:600 | 02:40  |
| 4.  | Eintracht Trier      | 3   | 0 | 0 | 3 | 002:600 | 0:60   |

| Datum     |                      | Ergebnis |                      |
| --------- | -------------------- | -------- | -------------------- |
| So 19.05. | SpVgg Unterhaching   | 1:2      | SpVgg 07 Ludwigsburg |
| So 19.05. | Rot-Weiss Frankfurt  | 2:1      | Eintracht Trier      |
| Sa 25.05. | Eintracht Trier      | 1:3      | SpVgg Unterhaching   |
| Sa 25.05. | SpVgg 07 Ludwigsburg | 2:0      | Rot-Weiss Frankfurt  |
| So 02.06. | SpVgg Unterhaching   | 3:2      | Rot-Weiss Frankfurt  |
| So 02.06. | SpVgg 07 Ludwigsburg | 1:0      | Eintracht Trier      |

## Finale
| SV Werder Bremen Amateure                                  | SV Werder Bremen Amateure | SpVgg 07 Ludwigsburg | SpVgg 07 Ludwigsburg |
| ---------------------------------------------------------- | --- | --- | -------------------- |
| SV Werder Bremen Amateure                                  | \| Sonntag, 9. Juni 1991 in Ludwigsburg (Ludwig-Jahn-Stadion) \| \| Ergebnis: 2:1 (1:0) \| \| Zuschauer: 4.500 \| \| Schiedsrichter: Georg Dardenne (Mechernich) \|                                                                  | \| Sonntag, 9. Juni 1991 in Ludwigsburg (Ludwig-Jahn-Stadion) \| \| Ergebnis: 2:1 (1:0) \| \| Zuschauer: 4.500 \| \| Schiedsrichter: Georg Dardenne (Mechernich) \|                                                 | SpVgg 07 Ludwigsburg |
| SV Werder Bremen Amateure                                  | Florian Klugmann – Alexander Malchow – Andree Wiedener, Jens Lellek – Markus Witossek, Chad Deering, Martin Przondziono (62. Torsten Rauh), Oliver Freund, Hans Ossmann – Arie van Lent, Marinus Bester Cheftrainer: Karl-Heinz Kamp | Bernd Klaus – Rainer Widmayer – Dennis Mödinger, Bernd Grau – Thomas Reiner, Roman Kasiar (58. Martin Hergenhan), Martin Deutsch, Harald Welker, Markus Bäurle – Mario Barczyk, Ali Isik Cheftrainer: Rainer Adrion | SpVgg 07 Ludwigsburg |
| SV Werder Bremen Amateure                                  | 1:0 Martin Przondziono (??.) 2:1 Marinus Bester (87.) | 1:1 Harald Welker (78.) | SpVgg 07 Ludwigsburg |
| SV Werder Bremen Amateure                                  | Witossek, Freund | Isik, Welker | SpVgg 07 Ludwigsburg |
| SV Werder Bremen Amateure                                  | Zeitstrafe (10min): Witossek (26.) | Zeitstrafe (10min): Isik (87.) | SpVgg 07 Ludwigsburg |
| Sonntag, 9. Juni 1991 in Ludwigsburg (Ludwig-Jahn-Stadion) | | |                      |
| Ergebnis: 2:1 (1:0)                                        | | |                      |
| Zuschauer: 4.500                                           | | |                      |
| Schiedsrichter: Georg Dardenne (Mechernich)                | | |                      |